# Oliver Reck
Oliver Reck (Frankfurt am Main, 1965. február 27. –) Európa-bajnok, olimpiai bronzérmes német labdarúgó, kapus, edző. Jelenleg a Fortuna Düsseldorf vezetőedzője.

## Pályafutása

### Klubcsapatban
Az SG Harheim és FSV Frankfurt csapataiban kezdte a labdarúgást 1982-ben került a Kickers Offenbach korosztályos csapatához, ahol 1983-ban mutatkozott be az első csapatban és az élvonalban. 18 mérkőzésen védett az 1983–84-es idényben, melyben csapata búcsúzott az első osztálytól. 1985 és 1998 között a Werder Bremen játékosa volt, két bajnoki címet és két német kupa győzelmet szerzett a csapattal. Tagja volt az 1991–92-es KEK-győztes együttesnek. 1998-ban 33 évesen a Schalke 04 csapatához szerződött, ahol további 112 élvonalbeli mérkőzésen védett. A 2002–03-as idényben már többnyire Frank Rost tartalékja volt ezért visszavonult az aktív labdarúgástól. Összesen 509 bajnoki mérkőzésen szerepelt és ebből 471 volt élvonalbeli találkozó.

### A válogatottban
1996. június 4-én egy alkalommal szerepelt a német válogatottban Lichtenstein ellen, ahol 9–1-es német győzelem született. Tagja volt az 1996-os Európa-bajnok csapatnak Angliában, de pályára nem lépett. 1984 és 1989 között 12 alkalommal szerepelt az U21-es válogatottban. 1988-ban a szöuli olimpián bronzérmet szerzett a nyugatnémet válogatottal.

### Edzőként
2003 és 2009 között a Schalkénél tevékenykedett edzőként főleg kapusedzőként, de 2003-ban segédedző, 2009. márciusától a szezon végéig pedig ideiglenes vezetőedző is volt a csapatnál Youri Mulderral és Mike Büskens-szel miután Fred Ruttent menesztették.
2010 és 2012 között az MSV Duisburg csapatánál volt egy idényen át kapusedző, majd vezetőedző lett Milan Šašićot váltva.
2013. júliusában a Fortuna Düsseldorf kapusedzője lett. Mike Büskens menesztése után a csapat ideiglenes vezetőedzője lett 2013. december 2-án. Majd Lorenz-Günther Köstner vezetőedzővé történő kinevezése után ismét kapusedzőként tevékenykedett. 2013. júniusában a Fortuna szerződést bontott Köstnerrel és Reck került a vezetőedzői posztra.

## Sikerei, díjai
NSZK és Németország
- Olimpiai játékok
  - bronzérmes: 1988, Szöul
- Európa-bajnokság
  - aranyérmes: 1996, Anglia

 SV Werder Bremen
- Német bajnokság (Bundesliga)
  - bajnok: 1987–88, 1992–93
- Német kupa (DFB-Pokal)
  - győztes: 1991, 1994
  - döntős: 1989, 1990
- Kupagyőztesek Európa-kupája (KEK)
  - győztes: 1991–92

 FC Schalke 04
- Német kupa (DFB-Pokal)
  - győztes: 2001, 2002
- Német ligakupa (DFB-Ligapokal)
  - döntős: 2001, 2002